# Воеводин, Иван Дементьевич
Иван Дементьевич Воеводин (1925—1998) — советский конструктор, кандидат технических наук, директор Всесоюзного института трансформаторостроения (1962—1989), лауреат Ленинской премии (1962), Государственной премии УССР в области науки и техники (1987).

## Биографические сведения
И. Д. Воеводин родился 17 ноября 1925 года в д. Забегаево Боговаровского района Костромской области. Являлся участником Великой Отечественной войны.
В 1951 году окончил Ленинградский политехнический институт, после чего работал на Запорожском трансформаторном заводе. В 1961 году в должности главного конструктора награждён Орденом Трудового Красного Знамени
В 1962 году был назначен на пост директора Запорожского научно-исследовательского института трансформаторостроения и высоковольтной аппаратуры (с 1969 г. — Всесоюзный институт трансформаторостроения, ВИТ). В 1973 году И. Д. Воеводин защитил кандидатскую диссертацию по проблемам создания изоляции силовых трансформаторов высших классов напряжения для ЛЭП переменного и постоянного тока.
Известно, что за создание комплекса электрооборудования для линий электропередач напряжением 400—500 кВ переменного тока И. Д. Воеводину, И. С. Калиниченко, В. Ю. Френкелю и С. И. Рабиновичу в 1962 году была присуждена Ленинская премия. В 1977 году конструктор был награждён премией Совета Министров СССР за проектирование и строительство Большого высоковольтного зала ВИТ; в 1987 году — был удостоен Государственной премии УССР в области науки и техники за разработку научных основ проектирования, производства и внедрения блочных трансформаторов предельных мощностей.
И. Д. Воеводин является соавтором ряда изобретений и полезных моделей; в частности, в 1975 году совместно с В. М. Макаровым, В. А. Носачевым, В. Ю. Френкелем и Л. Н. Шифриным им был получен патент на разработку под наименованием «Способ сборки дугообразных магнитных шунтов», а в 1980 году И. Д. Воеводин, В. И. Сорока, А. Л. Хенкин и Н. Ф. Андросов оформили патентное свидетельство «Прессующее кольцо индукционного аппарата и способ его изготовления».
Похоронен в Запорожье на Осипенковском кладбище.